# Harmonia (mitologia)
Harmonia (gr. Ἁρμονία Harmonía, łac. Concordia) – w mitologii greckiej bogini i uosobienie ładu i symetrii. W dobie hellenizmu również: porządku, zgody i łączności. Jako bóstwo patronowała prawdziwej miłości.
W mitologii greckiej była córką Aresa i Afrodyty lub według Samotrakijczyków – Zeusa i Plejady Elektry.
Została przeznaczona na żonę herosa Kadmosa. Na ucztę weselną przybyli wszyscy bogowie. Małżonek podarował Harmonii piękne peplos i wspaniały naszyjnik wykonany przez Hefajstosa. Naszyjnik przynosił nieszczęście jego wszystkim późniejszym posiadaczom. Szczególną rolę odegrał w micie tebańskim.
Harmonia z Kadmosem stanowili wzór małżeństwa. Żyli w założonej przez herosa Kadmei (Tebach) i mieli pięcioro dzieci: Agaue, Autonoe, Ino, Semele i Polidora. Małżonkowie przeprowadzili się później do zachodniej Grecji, którą Kadmos obronił przed Ilirami. Pokonani obrali go swoim królem. Wtedy też urodził się kolejny syn Harmonii i Kadmosa – Ilirios.
Po długim i szczęśliwym życiu Harmonia i Kadmos zostali przez bogów zamienieni w dwa łagodne węże, które Zeus osobiście przeniósł na Pola Elizejskie.
Atrybutem Harmonii był wąż.